# Uganda na Letnich Igrzyskach Paraolimpijskich 1972
Ugandę na Letnich Igrzyskach Paraolimpijskich w 1972 roku reprezentowało 2 lekkoatletów. Nie zdobyli oni medalu dla swej reprezentacji.

## Wyniki

### Lekkoatletyka
| Zawodnik | Konkurencja        | Wynik   | Pozycja |
| -------- | ------------------ | ------- | ------- |
| Opige    | Rzut Oszczepem (5) | 15.81 m | 20.     |
| Opige    | Pchnięcie Kulą (5) | 5.03 m  | 24.     |
| Sekiwano | Rzut Oszczepem (2) | 8.48 m  | 24.     |
| Sekiwano | Pchnięcie Kulą (2) | 3.58    | 22.     |

Nie ujawniono dokładnych nazwisk zawodników.